# Compensatiespoel

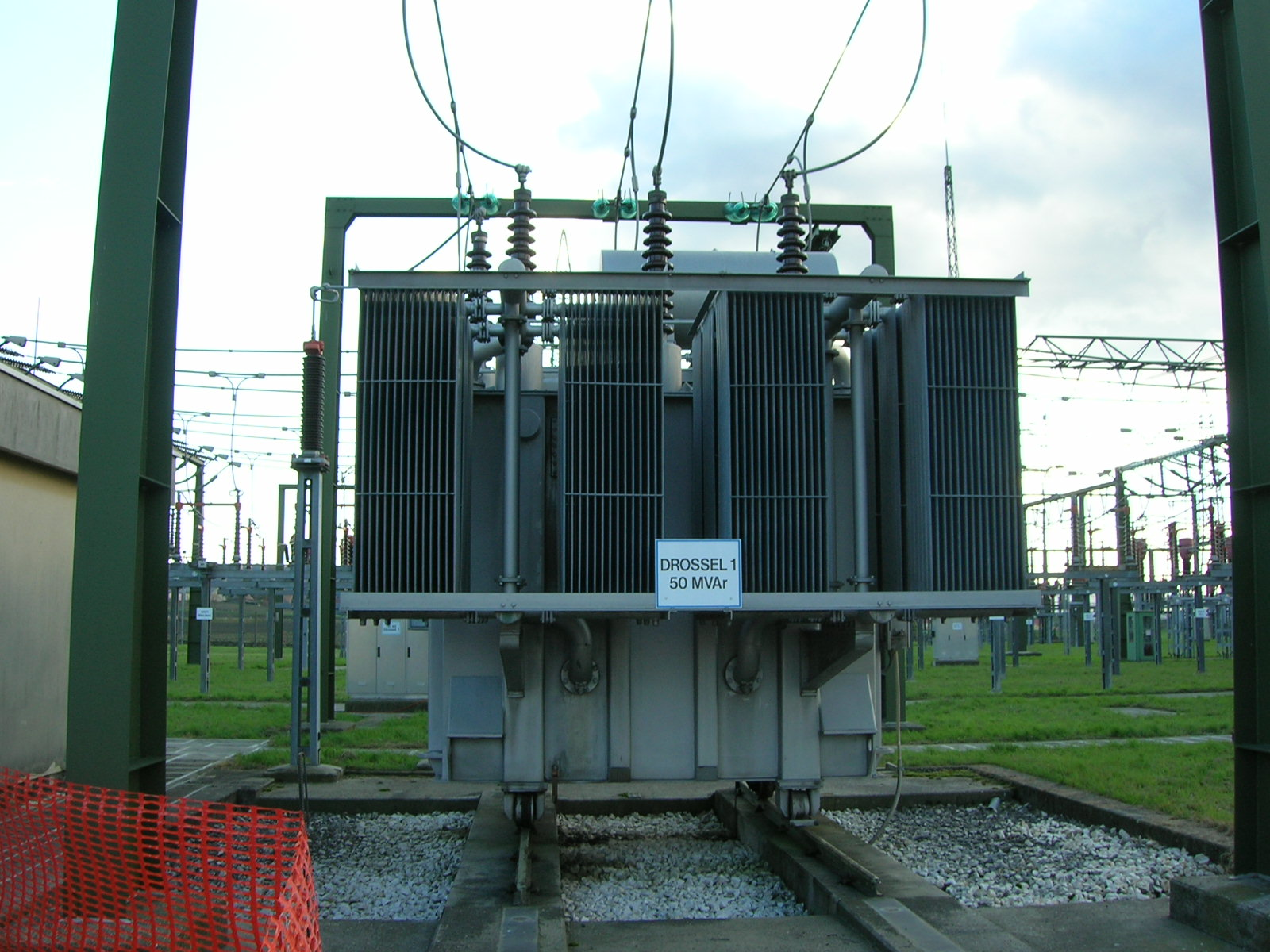
50 MVAr-compensatiespoel op een Oostenrijks onderstation

Een compensatiespoel is een speciaal type smoorspoel die in hoogspanningsinstallaties wordt toegepast voor het compenseren van capacitieve (blindstroom) vermogens door zijn inductieve gedrag. Doel is het verbeteren van de energie-efficiëntie van het hoogspanningsnet.

## Principe
Lange luchtlijnen en ondergrondse elektriciteitsleidingen vormen in hoogspanningsnetten een capaciteit naar aarde. Door de veelal inductieve belasting wordt de invloed daarvan geheel of gedeeltelijk opgeheven. Echter op tijden dat de netbelasting zeer laag is krijgt de capaciteit van de hoogspanningslijnen de overhand. Dit werkt spanningsverhogend, waardoor een spanningsregeling noodzakelijk is. Bovendien is een capacitieve netbelasting ongunstig voor het stabiel houden van de generatoren in de elektriciteitscentrales.
Om dit effect te onderdrukken worden compensatiespoelen parallel aan de belasting geschakeld, waardoor de capacitieve reactantie tot een aanvaardbare waarde wordt teruggebracht. Hierdoor kan onder alle omstandigheden het geleverde vermogen maximaal benut worden.

## Uitvoering
Er wordt onderscheid gemaakt in droge, luchtgekoelde compensatiespoelen en met olie gevulde compensatiespoelen. Met olie gevulde compensatiespoelen kunnen een- of driefasig zijn, terwijl droog geïsoleerde compensatiespoelen altijd eenfasig zijn. 

### Droge compensatiespoelen
Bij dit type wordt de isolatie in de wikkelingen verzorgd door het toepassen van in hoogwaardige lak gedrenkte speciaal papier of door het ingieten van de ontwikkelingen in epoxyhars. De koeling vindt plaats via luchtkanalen tussen de geleiders.
Daarnaast wordt er onderscheid gemaakt tussen modellen met een magnetische kern en modellen zonder magnetische kern. Deze laatste hebben een lineair magnetisch gedrag, zonder magnetische verzadiging. Dit betekent dat de reactantie constant is, oftewel de spanning is altijd rechtevenredig met de stroom.

### Met olie gevulde compensatiespoelen
Bij zeer hoge spanningen worden in plaats van droge, met olie gevulde compensatiespoelen gebruikt, omdat deze compacter gebouwd kunnen worden.
Hierbij zijn de wikkelingen ondergebracht in een stalen bak die in zijn geheel gevuld is met een olieachtige koelvloeistof. Behalve een functie als warmte-transportmiddel bezit deze koelvloeistof ook isolerende eigenschappen. Net als bij met olie gevulde vermogenstransformatoren wordt een buchholzrelais bij met olie gevulde compensatiespoelen toegepast voor de beveiliging ervan.